# PCGF6
PCGF6 (англ. Polycomb group ring finger 6) – білок, який кодується однойменним геном, розташованим у людей на короткому плечі 10-ї хромосоми. Довжина поліпептидного ланцюга білка становить 350 амінокислот, а молекулярна маса — 39 047.
| 10         |  | 20         |  | 30         |  | 40         |  | 50         |
| ---------- |  | ---------- |  | ---------- |  | ---------- |  | ---------- |
| MEGVAVVTAG |  | SVGAAKTEGA |  | AALPPPPPVS |  | PPALTPAPAA |  | GEEGPAPLSE |
| TGAPGCSGSR |  | PPELEPERSL |  | GRFRGRFEDE |  | DEELEEEEEL |  | EEEEEEEEED |
| MSHFSLRLEG |  | GRQDSEDEEE |  | RLINLSELTP |  | YILCSICKGY |  | LIDATTITEC |
| LHTFCKSCIV |  | RHFYYSNRCP |  | KCNIVVHQTQ |  | PLYNIRLDRQ |  | LQDIVYKLVI |
| NLEEREKKQM |  | HDFYKERGLE |  | VPKPAVPQPV |  | PSSKGRSKKV |  | LESVFRIPPE |
| LDMSLLLEFI |  | GANEGTGHFK |  | PLEKKFVRVS |  | GEATIGHVEK |  | FLRRKMGLDP |
| ACQVDIICGD |  | HLLEQYQTLR |  | EIRRAIGDAA |  | MQDGLLVLHY |  | GLVVSPLKIT |
|            |  |            |  |            |  |            |  |            |

A: Аланін

C: Цистеїн

D: Аспарагінова кислота

E: Глутамінова кислота

F: Фенілаланін

G: Гліцин

H: Гістидин

I: Ізолейцин

K: Лізин

L: Лейцин

M: Метіонін

N: Аспарагін

P: Пролін

Q: Глутамін

R: Аргінін

S: Серин

T: Треонін

V: Валін

Кодований геном білок за функціями належить до репресорів, фосфопротеїнів. 
Задіяний у таких біологічних процесах, як транскрипція, регуляція транскрипції, альтернативний сплайсинг. 
Білок має сайт для зв'язування з іонами металів, іоном цинку. 
Локалізований у ядрі.